# ناتالیا ترافیماوا
ناتالیا ترافیماوا (انگلیسی: Nataliya Trafimava؛ زادهٔ ۱۶ ژوئن ۱۹۷۹) بازیکن بسکتبال زن اهل بلاروس بود. وی در بازی‌های المپیک تابستانی ۲۰۰۸ و ۲۰۱۶ شرکت کرده‌است.